# Crise des détroits turcs
La crise des détroits turcs est un conflit territorial entre l'Union soviétique et la Turquie à l'époque de la guerre froide. La Turquie, qui était restée officiellement neutre durant la majeure partie de la Seconde Guerre mondiale, venant de s'achever, subit des pressions de la part du gouvernement soviétique pour permettre à la flotte soviétique de circuler librement à travers les détroits turcs, qui relient la mer Noire à la mer Méditerranée. Le gouvernement turc ne se soumettant pas aux exigences de l'Union soviétique, les tensions montent dans la région, menant à une démonstration de la force navale du côté des Soviétiques. L'incident va servir plus tard comme facteur décisif dans l'expression de la doctrine Truman. À son apogée, les tensions ont poussé la Turquie à se tourner vers la protection des États-Unis et à demander son adhésion à l'OTAN. Le résultat de cette crise a contribué au statu quo européen depuis la fin de la guerre froide, qui a perduré jusqu'à ce jour.

## Contexte

### Importance des détroits
Les deux passages entre la mer Noire et la Méditerranée, le détroit des Dardanelles et celui du Bosphore, ont été très importants pour la route commerciale de la mer Noire vers les ports du monde entier pour la Turquie et ses autres voisins de la mer Noire : l'Union soviétique, la Roumanie et la Bulgarie, tous les trois étant militairement alignés. Le détroit est également une composante importante de la stratégie militaire : celui qui exerçait le contrôle de la circulation à travers le détroit pouvait les utiliser comme seuil pour les forces navales pour entrer et sortir de la mer Noire.

### Contexte politique
Le conflit a ses racines dans les relations soviéto-turques (en), à la fois juste avant et pendant la Seconde Guerre mondiale. Jusqu'à seconde moitié des années 1930, les relations soviétiques-turques étaient chaudes et plutôt fraternelles. Les incarnations antérieures des deux nations, le gouvernement de la Grande Assemblée nationale et la Russie soviétique, avaient promis de coopérer ensemble dans le cadre du traité de Moscou en 1921.
La convention de Montreux concernant le régime des détroits a été convoquée en 1936, avec la participation de l'Australie, la Bulgarie, la France, l'Allemagne, la Grèce, le Japon, l'Union soviétique, la Turquie, le Royaume-Uni et la Yougoslavie, pour déterminer l'utilisation des détroits turcs à la fois dans les domaines militaire et réglementaires. C'était la dernière de plusieurs négociations concernant les deux détroits. La question a été relancée à nouveau avec la montée de l'Italie fasciste et ses politiques expansionnistes ainsi que la peur que la Bulgarie veuille réarmer le détroit. Par la signature du traité, le 20 juillet 1936, la Turquie a été autorisée à se réarmer et à réglementer le détroit. Le traité interdit expressément la traversée du détroit par les navires n'appartenant pas à un des états de la mer Noire.
Tout au long de la fin des années 1930 et dans les années 1940, Joseph Staline a contesté à maintes reprises les accords conclus par la convention de 1936 en exigeant dès 1939 une autre réponse. Il a proposé un contrôle conjoint turc et soviétique des détroits. Lors de la signature du Pacte germano-soviétique avec l'Allemagne nazie, le ministre soviétique des affaires étrangères, Viatcheslav Molotov, a informé ses collègues allemands de la volonté de son pays de prendre de force le contrôle du détroit et d'établir une base militaire à proximité.

### Litiges frontaliers avec la Turquie

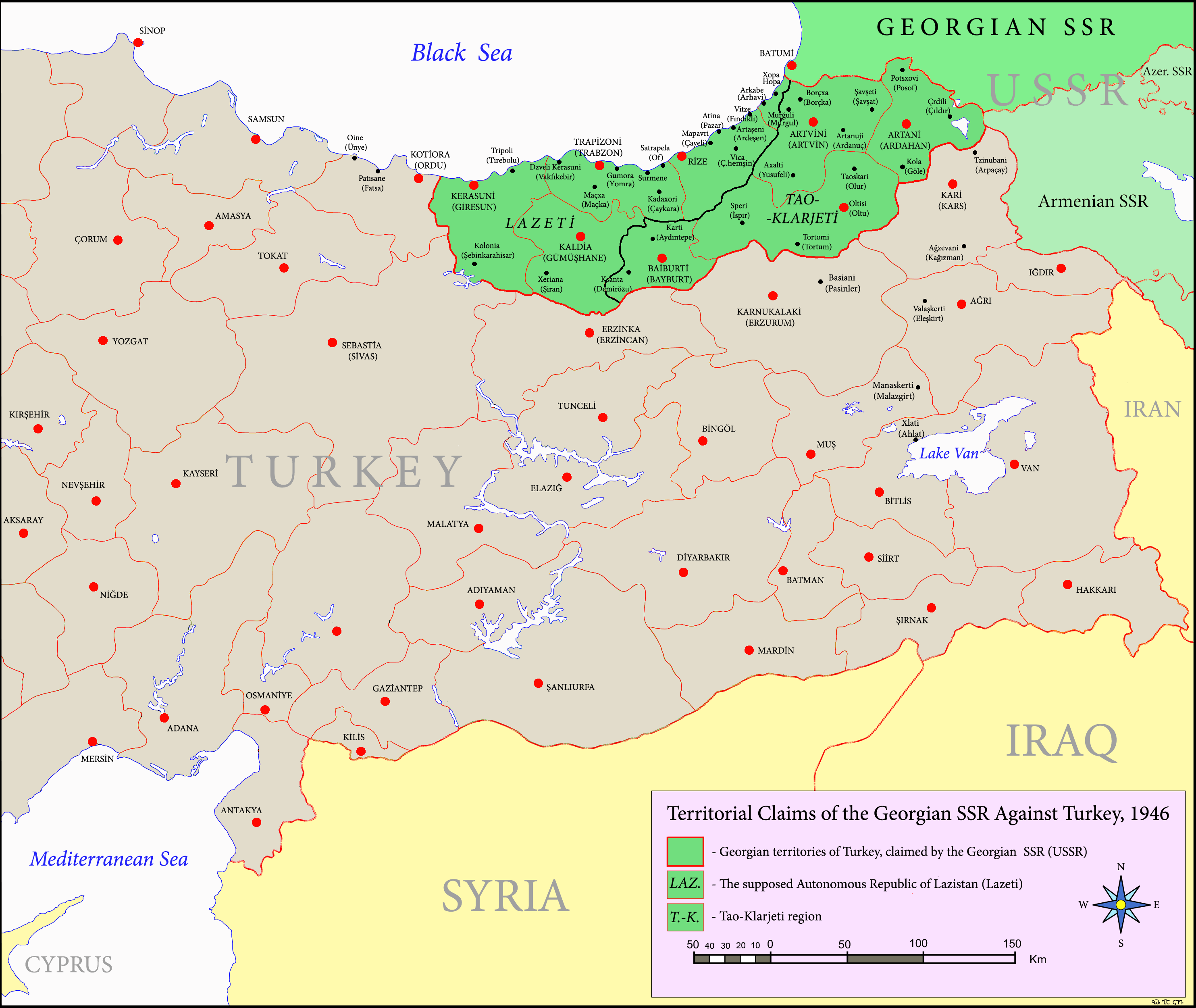
Carte montrant le territoire turc revendiqué par la république socialiste soviétique de Géorgie en 1946.

L'Union soviétique a souhaité que la frontière avec la Turquie à l'intérieur de la Région de l'Anatolie orientale soit normalisée à son bénéfice et celui des Républiques socialistes soviétiques arménienne et géorgienne. Le vice-premier ministre soviétique, Lavrenti Beria, a obtenu de Staline l'affirmation que le territoire turc au sud-ouest de la Géorgie avait été volé aux Géorgiens par les Turcs pendant la période ottomane. Si la théorie soutenu par Beria venait à être agréée par les turcs, l'influence soviétique sur la mer Noire et le Moyen-Orient se verrait augmentée et dans le processus entraînerait la diminution de l'influence de l'Empire britannique dans la région. La querelle prend fin avec les réserves soviétiques sur le régime des détroits en mai 1953.

## Crise

### Escalade
Après la victoire des Alliés sur l'Allemagne, les Soviétiques reviennent sur la question en 1945 et 1946. Tout au long de 1946, les diplomates américains et turcs discutent souvent de la question. La colère des soviétiques augmente vis-à-vis de la Turquie, qui permet à des navires en dehors de la mer Noire de franchir le détroit au cours de la guerre et peu de temps après celle-ci. Le 6 avril 1946, la visite du cuirassé américain USS Missouri irrite encore davantage les soviétiques. Le navire était venu dans la région au prétexte de la livraison de l'urne mortuaire de l'ambassadeur turc chez lui, une réclamation qui a été rejetée par les Soviétiques comme étant une coïncidence,.

### Position soviétique
Le 7 août 1946, les Soviétiques ont présenté une note au ministère turc des Affaires étrangères, exprimant que la manière dont la Turquie gérait les détroits ne garantissait plus les intérêts de sécurité de ses nations alliées autour de la mer Noire. Elle rappelle les occasions où des navires de guerre italiens et allemands ont traversé le détroit sans conflit (les bateaux allemands n'ont été arrêtés par les forces turques qu'une fois que le pays a déclaré la guerre à l'Allemagne le 23 février 1945). La note conclut que le régime des détroits n'était plus fiable et exige que le traité de Montreux soit revu et réécrit lors d'une nouvelle conférence internationale,.

### Attitude des États-Unis
« À notre avis, l’objectif premier de l’Union soviétique est d’obtenir le contrôle de la Turquie. Nous pensons que si l'Union soviétique réussit à introduire des forces armées en Turquie dans le but apparent d'imposer le contrôle commun des détroits, l'Union soviétique utilisera ces forces pour obtenir le contrôle de la Turquie. Le moment est venu où nous devons décider que nous résisterons par tous les moyens à notre disposition à toute agression soviétique et en particulier, parce que le cas de la Turquie serait si clair, à toute agression soviétique contre la Turquie. En appliquant cette politique, nos paroles et nos actes ne convaincront l'Union Soviétique que s'ils sont formulés sur fond de conviction intérieure et de détermination de notre part que nous ne pouvons pas permettre que la Turquie devienne l'objet d'une agression soviétique. » - Dean Acheson, télégramme au secrétaire d'État à Paris – 8 août 1946.
Le 20 août 1946, Acheson rencontre quinze journalistes pour expliquer l'urgence de la situation et faire connaître l'avis du gouvernement américain.

### Soutien de l'OTAN et apaisement des tensions
Dans la période de l'été à l'automne 1946, l'Union soviétique augmente sa présence navale en mer Noire, avec des navires soviétiques effectuant des manœuvres près des rives turques. Un nombre important de troupes au sol est expédié vers les Balkans. Sous la pression croissante des soviétiques, la Turquie appelle les États-Unis à l'aide. Après consultation de son administration, Truman envoie une force navale à la Turquie. Le 9 octobre 1946, les gouvernements respectifs des États-Unis et du Royaume-Uni réaffirment leur soutien à la Turquie. Le 26 octobre, l'Union soviétique retire sa demande spécifique pour un nouveau sommet sur le contrôle des détroits turcs mais non ses opinions et peu de temps par la suite retire la plupart des forces militaires maintenant une intimidation dans la région. La Turquie abandonne sa politique de neutralité et accepte 100 millions de dollars d'aide économique et militaire américaine en 1947 sous couvert de la doctrine Truman et son plan de cessation de la propagation de l'influence soviétique en Turquie et en Grèce. Les deux nations ont rejoint l'OTAN en 1952.

### Poursuite du débat (1947-1953)
Le gouvernement turc nomme un nouvel ambassadeur à Moscou, Faik Akdur, en novembre 1946. Le président turc, Inönü, charge Akdur de se concentrer uniquement sur le développement des relations avec l'Union soviétique. Il est également interdit à Akdur de s'engager dans des négociations concernant le détroit si elles se produisaient.
Les États-Unis ont proposé qu'une conférence internationale soit tenue afin de décider du sort des Dardanelles et du Bosphore, une fois pour toutes. Cela déclenche une réponse de l'ambassadeur soviétique en Turquie, Sergueï Vinogradov, sous la forme d'un mémorandum envoyé à Moscou en date du 10 décembre 1946, affirmant qu'une conférence qui se tiendrait dans un climat tel que décrit par les États-Unis était inacceptable car l'Union soviétique, selon Vinogradov, était certaine d'être mise en minorité. Il a prédit qu'au lieu d'un changement de régime, qui est l'indéfectible objectif du ministère soviétique des Affaires Étrangères, l'organisation actuelle selon laquelle les détroits étaient réglementés devrait survivre mais avec quelques modifications.
L'ambassadeur soviétique en Turquie pendant la première année et demi de la crise, Vinogradov, est remplacé par le Politburo en 1948. Avec son successeur, Alexandre Lavrishev, est venu un ensemble d'instructions du ministère des affaires étrangères qui se révélera être le dernier document capital soviétique sur les détroits,.
Après la mort de Joseph Staline, la motivation pour un changement de régime a diminué au sein du gouvernement soviétique, et le 30 mai 1953, le ministre soviétique des affaires étrangères, Molotov, revient sur les revendications russes sur le Bosphore et les Dardanelles, ainsi que sur les autres différends territoriaux, le long de la frontière Turquie-Arménie-Géorgie.

## Suites
En réalisant que le climat international rendait difficile le contrôle diplomatique sur les détroits et sur la Turquie en général, l'Union soviétique évolue vers le dégel des relations avec le pays dans un ultime effort pour avoir une partie du Moyen-Orient sous son aile. Lorsque la Turquie a adhéré à l'OTAN en 1952, ces espoirs ont été déçus. Le traité de Montreux de 1936, avec des modifications, est toujours en place aujourd'hui entre les états postsoviétiques et la Turquie.